# Gary Ridgway
Gary Leon Ridgway (ur. 18 lutego 1949 w Salt Lake City) – amerykański seryjny morderca, znany jako Morderca znad Green River (ang. The Green River Killer). Jeden z najkrwawszych amerykańskich seryjnych zabójców. Często wracał w miejsca gdzie dokonał zbrodni i dopuszczał się aktów nekrofilii w stosunku do ciał swoich ofiar.

To były dobre dni; te wieczory, kiedy wychodziłem z pracy, żeby z nimi
uprawiać seks. Trwało to przez dzień albo dwa – potem zlatywały się muchy.
Zakopywałem je i zakrywałem. A potem szukałem następnej. Czasami zabijałem
jedną jednego dnia i następną dzień później i nie było powodu, żeby wracać.

## Życiorys
Ridgway urodził się w Salt Lake City, w stanie Utah. Jego rodzicami byli Mary Rita Steinman i Thomas Newton Ridgway. Mieszkał w Auburn w stanie Waszyngton. Od młodzieńczych lat miał obsesję na punkcie prostytutek oraz dysfunkcjonalnych związków z kobietami.
Gary Ridgway pracował jako lakiernik w fabryce samochodów Kenworth. Przyznał się do zamordowania 71 kobiet, ale został skazany za 49 zabójstw, jednakże policja podejrzewa, że ofiar mogło być nawet dwukrotnie więcej. Swoich morderstw dokonywał w latach 80. i 90. XX wieku w Seattle i na jego przedmieściach. Jego ofiarami padały prostytutki, które dusił. Ciała porzucał w ulubionych przez siebie miejscach, m.in. na brzegach Green River (stąd przydomek), gdzie (według zeznań jego żony) lubił uprawiać seks.
Został złapany w roku 2001 dzięki wyodrębnieniu jego DNA z pozostawionej na kamieniach spermy. Kamienie pozostawiał w pochwie swoich ofiar jako znak rozpoznawczy. W roku 2003 został skazany na 50 wyroków dożywocia w zamian za współpracę w śledztwie i wskazania miejsc, w których porzucał zamordowane kobiety. Od stycznia 2004 roku do maja 2015 roku odbywał karę w więzieniu Washington State Penitentiary w Walla Walla. 14 maja 2015 roku został przetransportowany do więzienia federalnego o maksymalnie zaostrzonym rygorze Florence High w Kolorado, jednak 24 października 2015 roku przewieziono go z powrotem do więzienia w Walla Walla.
W 2008 roku powstał dwuodcinkowy serial „Zabójca znad Green River”, a w 2022 roku Wydawnictwo SQN wydało w Polsce książkę Ann Rule „Morderca znad Green River”.

## Ofiary
| Lp. | Nazwisko            | Wiek   | Data morderstwa      | Data odnalezienia zwłok |
| --- | ------------------- | ------ | -------------------- | ----------------------- |
| 1.  | Wendy Coffield      | 16     | 8 lipca 1982         | 15 lipca 1982           |
| 2.  | Gisele Lovvorn      | 17     | 17 lipca 1982        | 25 września 1982        |
| 3.  | Debra Bonner        | 23     | 25 lipca 1982        | 12 sierpnia 1982        |
| 4.  | Marcia Chapman      | 31     | 1 sierpnia 1982      | 15 sierpnia 1982        |
| 5.  | Cynthia Hinds       | 17     | 11 sierpnia 1982     | 15 sierpnia 1982        |
| 6.  | Opal Mills          | 16     | 12 sierpnia 1982     | 15 sierpnia 1982        |
| 7.  | Terry Milligan      | 16     | 29 sierpnia 1982     | 1 kwietnia 1984         |
| 8.  | Mary Meehan         | 18     | 15 września 1982     | 13 listopada 1983       |
| 9.  | Debra Estes         | 15     | 20 września 1982     | 30 maja 1988            |
| 10. | Linda Rule          | 16     | 26 września 1982     | 31 stycznia 1983        |
| 11. | Denise Bush         | 23     | 8 października 1982  | 12 czerwca 1985         |
| 12. | Shawnda Summers     | 16     | 9 października 1982  | 11 sierpnia 1983        |
| 13. | Shirley Sherrill    | 18     | 22 października 1982 | 14 czerwca 1985         |
| 14. | Rebecca Marrero     | 20     | 3 grudnia 1982       | 21 grudnia 2010         |
| 15. | Colleen Brockman    | 15     | 24 grudnia 1982      | 26 maja 1984            |
| 16. | Sandra Major        | 20     | 24 grudnia 1982      | 30 grudnia 1985         |
| 17. | Alma Ann Smith      | 18     | 3 marca 1983         | 2 kwietnia 1984         |
| 18. | Delores Williams    | 17     | 8 marca 1983         | 31 marca 1984           |
| 19. | Gail Mathews        | 23     | 10 kwietnia 1983     | 18 września 1983        |
| 20. | Andrea Childers     | 19     | 14 kwietnia 1983     | 11 października 1989    |
| 21. | Sandra Kay Gabbert  | 17     | 17 kwietnia 1983     | 1 kwietnia 1984         |
| 22. | Kimi-Kai Pitsor     | 16     | 17 kwietnia 1983     | 15 grudnia 1983         |
| 23. | Marie Malvar        | 18     | 30 kwietnia 1983     | 26 września 2003        |
| 24. | Wendy Stephens      | 14     | Maj 1983             | 21 marca 1984           |
| 25. | Carol Christensen   | 21     | 3 maja 1983          | 8 maja 1983             |
| 26. | Martina Authorlee   | 18     | 22 maja 1983         | 14 listopada 1984       |
| 27. | Cheryl Lee Wims     | 18     | 23 maja 1983         | 22 marca 1984           |
| 28. | Yvonne Antosh       | 19     | 31 maja 1983         | 15 października 1983    |
| 29. | Carrie Ann Rois     | 15     | 31 maja 1983         | 10 marca 1985           |
| 30. | Constance Naon      | 19     | 8 czerwca 1983       | 27 października 1983    |
| 31. | Kelly Marie Ware    | 22     | 18 lipca 1983        | 29 października 1983    |
| 32. | Tina Thompson       | 21     | 25 lipca 1983        | 20 kwietnia 1984        |
| 33. | April Buttram       | 16     | 18 sierpnia 1983     | 30 sierpnia 2003        |
| 34. | Debbie Abernathy    | 26     | 5 września 1983      | 31 marca 1984           |
| 35. | Tracy Ann Winston   | 19     | 12 września 1983     | 27 marca 1986           |
| 36. | Maureen Feeney      | 19     | 28 września 1983     | 2 maja 1986             |
| 37. | Mary Bello          | 25     | 11 października 1983 | 12 października 1984    |
| 38. | Pammy Avent         | 15     | 26 października 1983 | 16 sierpnia 2003        |
| 39. | Delise Plager       | 22     | 30 października 1983 | 14 lutego 1984          |
| 40. | Kimberly Nelson     | 21     | 1 listopada 1983     | 13 marca 1984           |
| 41. | Lisa Yates          | 19     | 23 grudnia 1983      | 2 maja 1986             |
| 42. | Niezidentyfikowana  | ok. 18 | Styczeń 1984         | 2 stycznia 1986         |
| 43. | Mary West           | 16     | 6 lutego 1984        | 8 września 1985         |
| 44. | Cindy Smith         | 17     | 21 marca 1984        | 27 czerwca 1987         |
| 45. | Patricia Barczak    | 19     | 17 października 1986 | 3 lutego 1993           |
| 46. | Roberta Hayes       | 21     | 7 lutego 1987        | 11 września 1991        |
| 47. | Marta Reeves        | 36     | 5 marca 1990         | 20 września 1990        |
| 48. | Niezidentyfikowana  | ok. 24 | 1993                 | 21 sierpnia 2003        |
| 49. | Patricia Yellowrobe | 38     | 24 stycznia 1998     | 6 sierpnia 1998         |